# Dendronephthya moseri
Dendronephthya moseri is een zachte koraalsoort uit de familie Nephtheidae. De koraalsoort komt uit het geslacht Dendronephthya. Dendronephthya moseri werd in 1933 voor het eerst wetenschappelijk beschreven door Roxas. 